# CAT-7

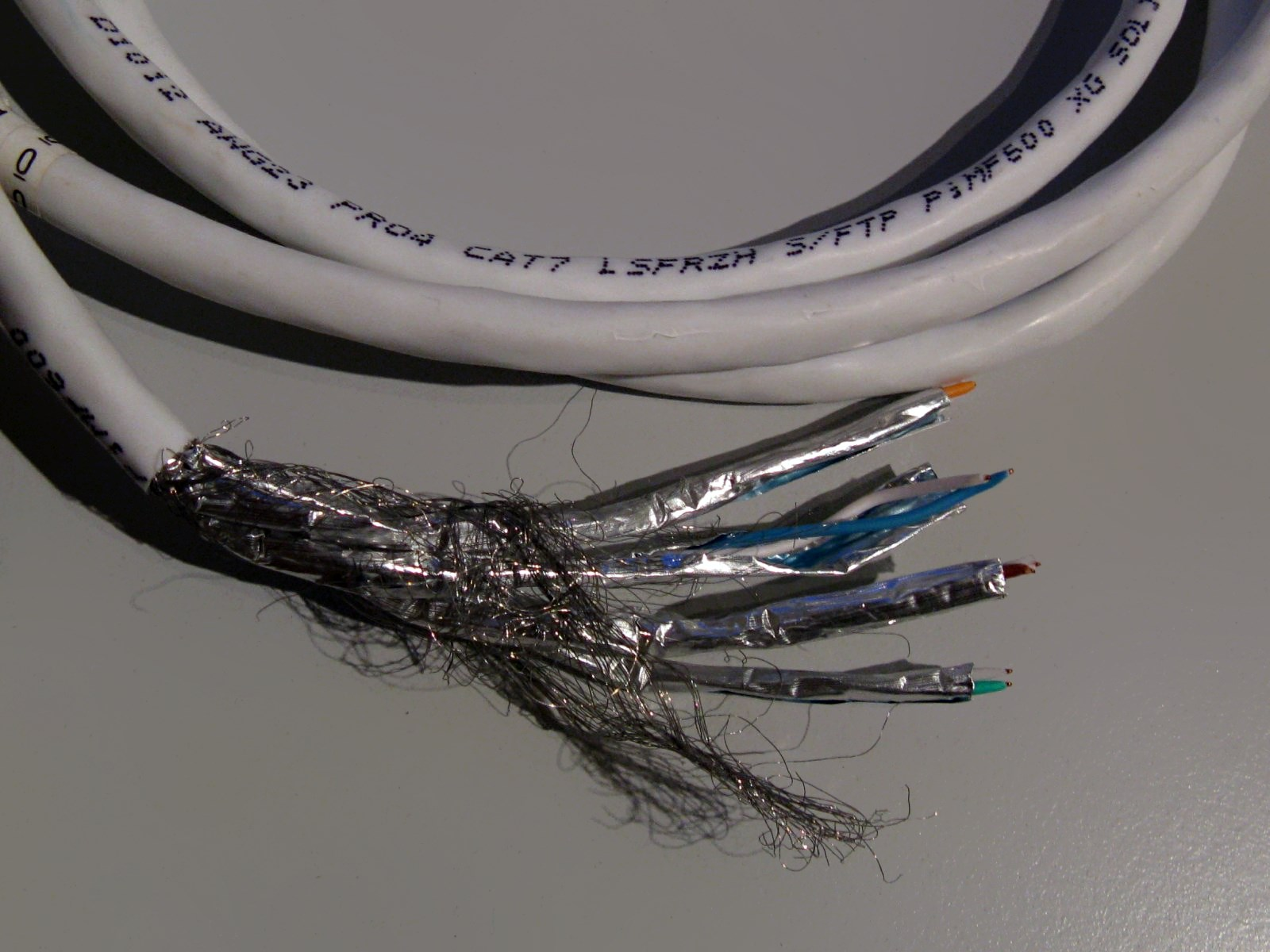
標準的 Class F 線

7類雙絞線（英語：Category 7 cable）是ISO/IEC 11801 Class F一般稱為CAT-7線。此標准定義4對各別遮蔽的雙絞線包覆在一個遮蔽內，是在万兆以太网和其它向下兼容CAT-6A／CAT-6的网络上所使用到的传输线材标准。設計能提供大於100米的10Gbps萬兆乙太網傳輸，可使用常用的8P8C的連結器插頭。使用GG45或TERA的連結器插頭作傳輸時，传输頻寬宽度可达到600MHz，为CAT-5e的6倍、CAT-6的2.4倍。

## Class FA
Class FA （全称：Class F Augmented），可稱為CAT-7a線，增強了雙絞線的傳輸能力，傳輸頻寬可高達1000 MHz。能分別於50米內和15米內，提供40Gbps四萬兆乙太網和100Gbps十萬兆乙太網傳輸。正式名稱為 ISO 11801 Amendment 1 (2008) 和 ISO 11801 Amendment 2 (2010)，目前未被TIA/EIA承認。